# 警官之血
《警官之血》（韓語：경관의 피）是一部2022年上映的韓國犯罪动作片，由導演李圭滿執導，趙震雄、崔宇植、朴喜洵等主演。劇情講述一位广域搜查队班长王牌警察朴刚尹（趙震雄 饰）以优秀的检举率成绩著称，面对一位被派来监视他的新进员警崔珉载（崔宇植 饰），两人将展开尔虞我诈的犯罪追击。朴刚尹以「追踪犯罪不可有违法情事」为信念而展开搜查，但他却拥有来路不明的巨额后援金，趙震雄将在片中展现开著高级进口车，住在高级别墅，穿著名品西装的干练资深警察。

## 演員

### 主演演員
- 赵震雄 飾演 朴剛尹
- 崔宇植 飾演 崔珉載（幼年：朴秀吾）
- 朴喜洵 飾演 黄仁浩
- 權律 飾演 羅榮彬
- 朴明勳 飾演 車棟哲

### 其他演員
- 李臬 飾演 徐重浩
- 洪基俊（朝鲜语：홍기준） 飾演 勇會長
- 李贤旭 飾演 金社長
- 白鉉真 飾演 權基安
- 樸庭凡（朝鲜语：박정범） 飾演 珉載父親
- 徐永嬅（朝鲜语：서영화） 飾演 珉載母親
- 元賢俊（朝鲜语：원현준） 飾演 全勇裴
- 孫仁勇（朝鲜语：손인용） 飾演 文警察
- 延濟旭 飾演 安警察
- 車燁（朝鲜语：차엽） 飾演 奇警察
- 李道均（朝鲜语：이도군） 飾演 許警察
- 尹鎮榮（朝鲜语：윤진영） 飾演 張室長
- 金可林（朝鲜语：김그림） 飾演 尹警察
- 林哲亨（朝鲜语：임철형） 飾演 高層1
- 郭仁俊 飾演 高層2
- 南文哲（朝鲜语：남문철） 飾演 廣搜隊隊長
- 李成宇（朝鲜语：이성우 (배우)） 飾演 韩组长
- 金俊範 飾演 醫院院長
- 金載英 飾演 短髮
- 韓甲洙（朝鲜语：한갑수） 飾演 白專務
- 李雲山 飾演 羅榮彬的律師
- 鄭義旭（朝鲜语：정의욱） 飾演 三組組長
- 許亨圭 飾演 律師

### 特別出演
- 鄭性模 飾演 金會長

## 獎項/電影節
| 年份 | 頒獎典禮                 | 獎項                      | 入圍者 | 結果 |
| ---- | ------------------------ | ------------------------- | ------ | ---- |
| 2022 | 第20屆佛羅倫薩韓國電影節 | 展映作品                  | 李圭滿 | 提名 |
| 2022 | 第31屆釜日電影獎         | 最佳男主角                | 赵震雄 | 提名 |
| 2022 | 第27屆釜山國際電影節     | 韓國電影的今日 - Panorama | 李圭滿 | 提名 |